# 郑伟涛
郑伟涛（1963年3月—），男，汉族，吉林九台人，中国材料学家，吉林大学教授，中共党员，主要从事超硬薄膜材料等方面的研究。中国教育部第六批“长江学者”特聘教授，承担“863”等多个重点项目，取得中国发明专利10余项，发表论文数百篇，著有《薄膜材料与薄膜技术》等。

## 生平
1984年、1987年和1990年先后取得吉林大学物理系固体物理专业学士学位、材料科学研究所固体物理专业硕士学位、材料科学系凝聚态物理专业博士学位。
曾在瑞典皇家工学院、林雪平大学、千叶工业大学、南洋理工大学从事合作研究。
在吉林大学任教期间，曾担任材料科学与工程学院院长等职，2015年任吉林大学副校长。

## 学术兼职
担任国际衍射数据中心（ICDD）委员，中国晶体学会副理事长，中国材料研究学会常务理事等。
担任Frontiers in Energy Storage 副主编、Innovations in Corrosion and Materials Science 合作主编、Appl.Surf.Sci 编委。